# Гранзими
Гранзими - це серинові протеази, що виділяються з цитоплазматичних гранул всередині цитотоксичних Т-клітин та природних кілерів (NK). Вони індукують запрограмовану загибель клітин (апоптоз) у клітині-мішені, тим самим усуваючи клітини, які стали раковими або клітини, інфіковані вірусами або бактеріями. Гранзими також вбивають бактерії  та пригнічують розмноження вірусів. У NK-клітинах і Т-клітинах гранзими упаковані у цитотоксичні гранули з перфорином. Гранзими також можна виявити в гранулярному ендоплазматичному ретикулумі, комплексі Гольджі та транс-Гольджі ретикулумі. Вміст цитотоксичних гранул забезпечує можливість надходження гранзимів до цитозолю клітин-мішеней. Гранули вивільняються в імунний синапс, утворений з клітиною-мішенню, де перфорин опосередковує доставку гранзимів в ендосоми клітини-мішені і, врешті, в цитозоль клітини-мішені. Гранзими є частиною сімейства серинових естераз. Вони тісно пов’язані з іншими імунними сериновими протеазами, що експресуються клітинами вродженого імунітету, такими як нейтрофільна еластаза та катепсин G.
Гранзим В запускає апоптоз, активуючи каспази (особливо каспазу-3), яка розщеплює багато субстратів, включно з активованою каспазою ДНКазою для викликання загибелі клітин. Гранзим В також розщеплює білок Bid, який активує білки Bax і Bak для зміни мембранної проникності мітохондрій, викликаючи вивільнення цитохрому с (який є однією з частин, необхідних для активації каспази-9 через апоптосому ), Smac/Diablo та Omi/HtrA2 (які пригнічують інгібітор білків апоптозу (IAP)). Гранзим В також розщеплює багато білків, відповідальних за апоптоз за відсутності активності каспази. Інші гранзими активують загибель клітин за допомогою каспазозалежних та незалежних від каспази механізмів.
Окрім знищення клітин-мішеней, гранзими можуть уражати та вбивати внутрішньоклітинні патогени. Гранзими A і B індукують летальне окислювальне ушкодження у бактерій, розщеплюючи компоненти ланцюга транспорта електронів, тоді як гранзим B розщеплює вірусні білки, що пригнічує їх активацію та реплікацію. Гранзими безпосередньо зв'язуються з ДНК і РНК; це посилює їх відщеплення від  зв'язуючих білків.
Було показано, що окрім Т-лімфоцитів гранзими експресуються в інших типах імунних клітин, таких як дендритні клітини, В-клітини та тучні клітини. Крім того, гранзими можуть також експресуватися в неімунних клітинах, таких як кератиноцити, пневмоцити та хондроцити. Оскільки багато з цих типів клітин або не експресують перфорин, або не утворюють імунологічних синапсів, гранзим В виділяється позаклітинно. Позаклітинний гранзим В може накопичуватися у позаклітинному просторі при захворюваннях, пов’язаних з порушенням регуляції запалення або із хронічним запаленням, що призводить до деградації білків позаклітинного матриксу та порушення загоєння та ремоделювання тканин. Позаклітинний гранзим В причетний до патогенезу атеросклерозу, аневризми, витоку судин, хронічного загоєння ран, та старіння шкіри.

## Історія
У 1986 році Юрг Чопп (Jürg Tschopp) та його група опублікували статтю про відкриття гранзимів. У статті вони доповіли, як вони очищали, характеризували та виявляли різноманітні гранзими, знайдені в цитолітичних гранулах, які містяться у цитотоксичних Т-лімфоцитах та природних клітинах-кілерах. Юрг зміг ідентифікувати 8 різних гранзимів і виявив часткові амінокислотні послідовності для кожного. Молекули неофіційно називали "Grs" за п’ять років до того, як Юрг та його команда придумали назву гранзимів (гранул ензими), яка була широко прийнята науковою спільнотою.
Секрецію гранзиму можна виявити та виміряти за допомогою методик Вестерн-блот або ІФА. Клітини, що секретують гранзими, можуть бути ідентифіковані та визначені кількісно за допомогою проточної цитометрії або ELISpot. Альтернативно, активність гранзимів може бути оцінена на основі їх протеазної функції.
[джерело?]

## Інші функції
У статті Каллена (Cullen) «Гранзими при раку та в імунітеті» він обговорює, той факт що підвищені рівні гранзиму А знаходять у пацієнтів, які мають інфекційне захворювання та / або перебувають у прозапальному стані. Також виявлено, що гранзими допомагають ініціювати запальну реакцію. "Наприклад, у хворих на ревматоїдний артрит спостерігається підвищений рівень гранзиму А в синовіальній рідині набряклих суглобів". Коли гранзими виходять у позаклітинний простір, вони мають здатність активувати макрофаги та тучні клітини, що ініціює запальну реакцію. Взаємодія між гранзимами та соматичними клітинами досі незрозуміла, але розуміння процесу постійно прогресує. Інші гранзими, такі як гранзим К, були виявлені у пацієнтів із сепсисом. Встановлено, що  гранзим Н має пряму кореляцію з вірусною інфекцію. Це дає змогу дійти висновку, що гранзим Н "спеціалізується" на виявленій протеолітичної деградації вірусних білків.
Далі Каллен зазначає у своїй роботі, що гранзими можуть відігравати певну роль в імуномодуляції або підтримці гомеостазу в імунній системі під час інфекції. "У людини втрата функції перфорину призводить до синдрому, який називається сімейним гемофагоцитарним лімфогістіоцитозом [...]". Цей синдром може призвести до смерті, оскільки і Т-клітини, і макрофаги, розмножуються для боротьби з патогеном. Це розмноження призводить до запалення життєво важливих органів і потенційно може призвести до смерті.
У своїй статті Трапані (Trapani) повідомляє, що гранзими можуть виконувати інші функції, крім боротьби з інфекцією. Гранзим А містить ділянки, які дозволяють йому викликати проліферацію В-клітин, що зменшує ймовірність утворення пухлини та  її росту. Тести на мишах показали, що гранзим А і В може не мати прямого зв'язку з боротьбою з вірусними інфекціями, але сприяє прискоренню реакції імунної системи.

## Роль при онкологічних хворобах
Каллен у статті «Гранзими при раку та в імунітеті» описує процесімунного нагляду як "процес, при якому передракові та злоякісні клітини розпізнаються імунною системою як пошкоджені і, отже, призначені на знищення". Щоб пухлина прогресувала, необхідні умови в організмі та навколишньому середовищі, що сприяють зростанню (промоція). Майже всі люди мають відповідні імунні клітини для боротьби з пухлинами в організмі. Дослідження показали, що імунна система навіть має здатність запобігати зростанню передракових клітин та викликати регрес наявних пухлин. Небезпека ракових клітин полягає в тому, що вони здатні пригнічувати функцію імунної системи. Хоча пухлина на початковій стадії може бути дуже слабкою, вона може виділяти хімічні речовини, що пригнічують функцію імунної системи, дозволяючи собі рости. Дослідження показали, що миші без гранзимів та перфоринів мають високий ризик поширення пухлин по всьому організму.
Пухлини здатні "вислизати" з-під імунного нагляду, виділяючи імунодепресивний TGF-β. Він пригнічує проліферацію та активацію Т-клітин. Продукція TGF-β є найпотужнішим механізмом уникнення імунітету, що використовується пухлинами. TGF-β пригнічує експресію п’яти різних цитотоксичних генів, включаючи перфорин, гранзим А та гранзим В, який потім пригнічує Т-клітиннопосередковане очищення від пухлинних елементів.
Роль перфоріну в захисті організму від лімфоми була підтверджена, коли вчені виявили, що білок р53 не відіграє такої великої ролі в нагляді за лімфомою, як його аналог перфорин. Встановлено, що перфорин та гранзими мають безпосередньо пов’язану здатність захищати організм від утворення різних видів лімфом.

## Гени
- GZMA
- GZMB
- GZMH
- GZMK
- GZMM